# 坂井さん家の卓袱台ハッピートーク
『坂井さん家の卓袱台ハッピートーク』（さかいさんちのちゃぶだい - ）はみやかけお作のFLASH作品。全38話。

## あらすじ
坂井家のみなさんが時事ネタを面白おかしく扱う。

## 登場人物

### 坂井家
坂井よし子
主人公。
坂井健太
よし子の弟。赤ちゃんなので「ばぶう」としか喋れない。
坂井国弘
よし子の父。入婿。
坂井友子
よし子の母。
坂井留蔵
よし子の祖父。
坂井邦子
よし子の祖母。